# One Wonderful Day (Desperate Housewives)
" One Wonderful Day " là tập thứ 23 và tập cuối mùa đầu tiên của loạt phim truyền hình hài kịch Mỹ Desperate Housewives. Nó ban đầu được phát sóng tại Hoa Kỳ trên ABC (Công ty Phát thanh Truyền hình Hoa Kỳ) vào ngày 22 tháng 5 năm 2005. Tập phim được đạo diễn bởi Larry Shaw và được viết bởi John Pardee, Joey Murphy, tác giả bộ truyện Marc Cherry, Tom Spezialy, và Kevin Murphy.
Trong tập phim, bí ẩn xung quanh vụ tự tử của người kể chuyện Mary Alice Young (Brenda Strong) đã được giải quyết. Carlos (Ricardo Antonio Chavira) cuối cùng cũng phát hiện ra sự thật về vụ ngoại tình của Eva (Eva Longoria) trong khi Bree (Marcia Cross) biết rằng chồng mình đã chết. Trong khi đó, Zach (Cody Kasch) bắt giữ Susan (Teri Hatcher) làm con tin và Tom (Doug Savant) buộc Lynette (Felicity Huffman) phải quay lại làm việc.
Theo xếp hạng của Nielsen, tập phim đã thu hút hơn 30 triệu người xem khi phát sóng lần đầu tại Hoa Kỳ, trở thành chương trình được xem nhiều nhất trong đêm trên tất cả các mạng, cũng như tập phim được đánh giá cao nhất của Desperate Housewives. Các tập phim đã nhận được hầu hết các đánh giá tích cực từ các nhà phê bình, hầu hết đều khen ngợi các nhà văn đã kết thúc các vòng cung câu chuyện chính của mùa. Tuy nhiên, Ann Hodgman của Entertainment Weekly chỉ trích tập phim là dự đoán và dành quá nhiều thời gian cho cốt truyện Mary Alice. Năm 2009, TV Guide liệt kê "Một ngày tuyệt vời" là tập phim truyền hình hay thứ 55 mọi thời đại.

## Âm mưu

### Lý lịch
Những bà nội trợ tuyệt vọng chủ yếu nói về cuộc sống của một số cư dân của Wisteria Lane và chủ yếu là những người bạn của Mary Alice Young (Brenda Strong), người tự tử trong tập đầu tiên đóng vai trò là chủ đề của bí ẩn bộ phim  này. Trong các tập trước, Paul (Mark Moses) báo thù cho vợ mình tự tử bằng cách giết người hàng xóm của họ và kẻ tống tiền của cô ta, Martha Huber (Christine Estabrook); Kết quả là, chị gái của Martha, Felicia Tilman (Harriet Sansom Harris) yêu cầu Mike Delfino (James Denton) giết Paul. Ngoài ra, Mike điều tra vụ mất tích kéo dài nhiều năm của bạn gái Deirdre Taylor (Jolie Jenkins), người mà anh nghi ngờ Paul bị sát hại.
Ở những nơi khác, Gabrielle Solis (Eva Longoria) phát hiện ra mình có thai, nhưng không chắc người cha của đứa con có phải là chồng cô, Carlos Solis (Ricardo Antonio Chavira), hay người yêu và người làm vườn trước đây của cô, John Rowland (Jesse Metcalfe). Carlos bị buộc tội hình sự thù hận vì tấn công hai người đồng tính nam mà anh ta nghi ngờ đang ngủ với vợ. Cuộc hôn nhân của Bree và Rex (Steven Culp) vẫn cứ thế và dần dần xấu đi, Rex lại bị đau tim lần thứ hai.  Tom Scavo (Doug Savant) bỏ việc sau khi biết rằng vợ mình, Lynette (Felicity Huffman), đã phá hoại không cho công việc của anh ta được thăng tiến chỉ vì lợi ích của gia đình họ và Susan Mayer (Teri Hatcher) và Mike quyết định chuyển đến sống cùng nhau.
Felicia nhận con trai của Paul, Zach (Cody Kasch), thông báo với anh rằng Paul sẽ không trở lại. Zach tấn công dữ dội Felicia, buộc cô phải tiết lộ rằng Mike đã đưa Paul đi để giết anh ta. Cuối ngày hôm đó, Susan đến nhà của Mike để cho chú chó của mình ăn và phát hiện ra Zach đang chờ đợi với một khẩu súng. Anh ta giữ Susan làm con tin và giải thích kế hoạch giết Mike khi anh ta trở về nhà. Trong khi đó, Mike đưa Paul đến một sa mạc và  buộc anh ta giải thích sự thật đằng sau cái chết của Dierdre. Paul giải thích rằng mười hai năm trước, Dierdre, một người nghiện ma túy, đã bán Mary Alice và Paul (đứa con của cô). Cặp vợ chồng  đã trốn đến Wisteria Lane để tránh phát hiện ra tội ác của họ. Một thời gian sau, một Dierdre tỉnh táo cuối cùng đã theo dõi gia đình Young và cố gắng đưa con trai cô trở về. Mary Alice đã đâm và giết Dierdre để ngăn cô ta lấy Zach. Cùng nhau, Mary Alice và Paul chôn xác Dierdre bên dưới hồ bơi của họ.
Rex biết rằng mình sẽ phải trải qua ca phẫu thuật sau cơn đau tim. Trước khi phẫu thuật, bác sĩ của Rex cho rằng Bree có thể đã đầu độc anh ta, từ các vấn đề hôn nhân của họ như một động lực có thể. Rex viết một bức thư thông báo cho Bree rằng anh ta hiểu và tha thứ cho cô và  sau đó thì anh ta chết. Trong phiên tòa của Carlos, John nói với Carlos rằng anh ta đã ngoại tình với Gabrielle, khiến Carlos rơi vào một vụ nổ dữ dội trong tòa án. Ở những nơi khác, Lynette biết rằng Tom đã bỏ công việc của mình do sự phản bội của Lynette. Sau đó, anh ta quyết định rằng cô sẽ trở lại làm việc và anh ta sẽ ở nhà làm một người cha.
1. ↑  "Pilot". Charles McDougall (director), Marc Cherry (writer). Desperate Housewives. ABC. October 3, 2004. Season 1, no. 1.
2. ↑  "Guilty". Fred Gerber (director), Kevin Murphy (writer). Desperate Housewives. ABC. November 28, 2004. Season 1, no. 8.
3. 1 2  "Goodbye for Now". David Grossman (director), Josh Senter (writer). Desperate Housewives. ABC. May 15, 2005. Season 1, no. 22.